# فهرست میراث جهانی در عراق
میراث جهانی در عراق شامل ۶ اثر فرهنگی در خطر از مکان‌های تاریخی، فرهنگی و طبیعی در عراق می‌باشد. عراق ۵ مارس ۱۹۷۴ به این کنوانسیون پیوست و تا سال ۲۰۲۰ افزون بر ۶ سایت ثبت شده در فهرست میراث جهانی، ۱۲ سایت نیز از این کشور در فهرست آزمایشی میراث جهانی قرار گرفته‌است.
سایت‌های میراث جهانی سازمان آموزشی، علمی و فرهنگی ملل متحد، یونسکو مکان‌هایی هستند که دارای اهمیت فرهنگی یا طبیعی هستند، همان‌طور که در پیمان‌نامه میراث جهانی یونسکو، که در سال ۱۹۷۲ تأسیس شده، شرح داده شده‌است. طبق کنوانسیون یونسکو هر اثری پس از ثبت توسط این کمیته باید از سوی کشور نگهدارنده اثر مورد توجه ویژه قرار گیرد و انجام هرگونه دخل و تصرف یا اقدامی که باعث به خطر افتادن آن شود، ممنوع است.
هترا به عنوان اولین مکان در عراق، در نهمین جلسه کمیته میراث جهانی که در سال ۱۹۸۵ در پاریس، فرانسه برگزار شد؛ در این فهرست ثبت شد. آشور در سال ۲۰۰۳ به‌عنوان مکان دوم و بعد از آن شهر باستانی سامرا در سال ۲۰۰۷ به فهرست افزوده شده‌است. ارگ باستانی اربیل و اهوار جنوب عراق به ترتیب در سال ۲۰۱۴ و ۲۰۱۶ به این فهرست اضافه شدند، اهوار نخستین اثر ثبت شده ترکیبی عراق است. بابل در سال ۲۰۱۹ به عنوان آخرین اثر در فهرست میراث جهانی ثبت شد.
از ۲۰۲۵، سه مورد از پنج اثر ثبت شده در فهرست میراث جهانی در معرض خطر قرار دارد. آشور در سال ۲۰۰۳، در همان سال که به عنوان میراث جهانی ثبت شده بود به دلیل نگرانی از اینکه یک پروژه سدسازی ممکن است تا حدی از محل را زیر آب ببرد به لیست اضافه شد. در حالی که این پروژه از آن زمان به حالت تعلیق درآمده است، به دلیل عدم حفاظت از آن این مکان همچنان در فهرست باقی مانده‌است. به همین ترتیب، شهر باستان‌شناسی سامرا همزمان با ثبتش در سال ۲۰۰۷ در فهرست میراث در معرض خطر قرار گرفت، زیرا مقامات از زمان آغاز جنگ عراق تاکنون قادر به مدیریت و حفاظت مناسب از این مکان نبوده‌اند. هترا در سال ۲۰۱۵ به دلیل گزارش تخریب گسترده توسط دولت اسلامی عراق و شام در این فهرست ثبت شد.

## میراث جهانی
یونسکو سایت‌ها را با ده معیار فهرست می‌کند. هر ورودی باید حداقل یکی از معیارها را داشته باشد.
| # | نگاره | نام                   | موقعیت          | ش ثبتمعیارها             | سال  | شرح | م      |
| ۱ |       | هترا                  | استان نینوا     | ۱۰۰۰(ii) (iii) (IV) (vi) | ۱۹۸۵ | هترا یک شهر مستحکم و بزرگ بود که تحت‌تأثیر شاهنشاهی اشکانی قرار داشت. این شهر اولین پایتخت یک پادشاهی عربی بود، که دارای دیوارها و باروهای بلند و ضخیمی در پیرامون خود بود و این استحکامات از شهر در برابر تهاجم رومی‌ها در سال‌های ۱۱۶ و ۱۹۸ پس از میلاد، دفاع کردند. در بقایای این شهر، به ویژه در معابد آن، ترکیبی از عناصر معماری هلنیستی و رومی با تزئینات شرقی دیده می‌شود. | [ ۲ ]  |
| ۲ |       | آشور                  | استان صلاح‌الدین | ۱۱۳۰(iii)(IV)            | ۲۰۰۳ | شهر باستانی آشور بر کرانهٔ رود دجله، در شمال بین‌النهرین، قرار گرفته و دارای موقعیتی ژئواکولوژیک، در مرز بین کشاورزی دیم و آبیاری، واقع شده‌است. قدمت این شهر به هزاره سوم قبل از میلاد می‌رسد. از قرن چهارده تا نُه پیش از میلاد، این شهر اولین پایتخت امپراتوری آشور بود. آشوری‌ها دارای یک دولت‌شهر و ناحیهٔ تجاری با اهمیت بین‌المللی بودند. این شهر همچنین به عنوان پایتخت مذهبی آشوریان، مرتبط با خدای آشور، در نظر گرفته می‌شد. شهر آشور توسط بابلی‌ها ویران شد، اما در دوره اشکانیان، در قرن اول و دوم پس از میلاد، احیا گردید. | [ ۷ ]  |
| ۳ |       | شهر باستان‌شناسی سامرا | استان صلاح‌الدین | ۱۰۰۰(ii) (iii) (IV)      | ۲۰۰۷ | شهر باستان‌شناسی سامرا، محل یک پایتخت قدرتمند اسلامی بوده که به مدت یک قرن بر استان‌های پهناور خلافت عباسی، از تونس تا آسیای مرکزی، حکومت می‌کرد. این شهر امروزه در دو سوی دجله، در ۱۳۰ کیلومتری شمال بغداد، واقع شده‌است. وسعت این سایت باستان‌شناسی از شمال تا جنوب ۴۱٫۵ کیلومتر است و عرض آن از ۸ کیلومتر تا ۴ کیلومتر متغیر است. سایت سامرا گواه وجود نوآوری‌های مسلمانان در معماری و هنر است، که در این منطقه توسعه یافته و به سایر بلاد جهان اسلام و فراتر از آن گسترش یافته‌است. مسجد جامع سامرا و مناره مارپیچ آن، که از قرن نهم میلادی به جای مانده، از جمله مشهورترین آثار این شهر هستند. هشتاد درصد نواحی این سایت هنوز مورد کاوش قرار دارند.       | [ ۸ ]  |
| ۴ |       | ارگ اربیل             | استان اربیل     | ۱۰۰۰(IV)                 | ۲۰۱۴ | ارگ شهر اربیل یک سکونتگاه مستحکم بر بلندی یک تپه بیضی شکل با شکوه است که در استان اربیل، اقلیم کردستان عراق واقع شده. تپه‌ای که ارگ روی آن ساخته شده، توسط نسل‌های متمادی که در آن ساکن هستند، بازسازی می‌شود. دیواری پیوسته از نماهای بلند قرن نوزدهمی، هنوز هم به این قلعه جلوه‌ای تسخیرناپذیر می‌دهد. این ارگ دارای یک الگوی بادبزن مانند است که قدمت آن به اواخر دوره عثمانی بازمی‌گردد. سوابق تاریخی مکتوب و شمایل‌نگاری قدمت سکونت در این مکان را به تمدن اربلای باستان می‌رسانند، که یک مرکز مهم سیاسی و مذهبی در امپراتوری آشور بود. یافته‌ها و تحقیقات باستان‌شناسی نشان می‌دهد که این تپه سطوح و بقایای سکونتگاه‌های نسل‌های قبلی را در خود مدفون کرده‌است. | [ ۹ ]  |
| ۵ |       | اهوار جنوب عراق       | میان‌رودان       | ۱۰۰۰ (iii) (v) (ix) (x)  | ۲۰۱۶ | اهوار از هفت بخش تشکیل شده‌است: سه محوطه باستانی و چهار مرداب که در جنوب عراق کنونی جای دارند. شهرهای باستان‌شناسی اوروک، اور و اریدو، بخشی از بقایای شهرها و سکونتگاه‌های تمدن سومر را تشکیل می‌دهند که در بین هزاره چهارم و سوم پیش از میلاد، در جنوب بین‌النهرین و در دلتای باتلاقی رودخانه‌های دجله و فرات توسعه یافته‌بود. اهوار جنوب عراق - که به عنوان زمین‌های مردابی عراق هم شناخته می‌شود - به عنوان یکی از بزرگترین سیستم‌های دلتای داخلی جهان، در یک محیط بسیار گرم و خشک، منحصر به فرد است. | [ ۱۰ ] |
| ۶ |       | بابل                  | استان بابل      | ۱۰۰۰(iii) (vi)           | ۲۰۱۹ | بقایای شهر باستانی بابـِل، در ۸۵ کیلومتری جنوب بغداد، شامل خرابه‌هایی است که بین سال‌های ۶۲۶ تا ۵۳۹ پیش از میلاد، به عنوان پایتخت امپراتوری بابل نو شناخته می‌شده است. این سایت شامل روستاها و مناطق کشاورزی اطراف شهر باستانی است. بقایای بابل، دیوارهای بیرونی و درونی شهر، دروازه‌ها، کاخ‌ها و معابد، شاهدی بی‌نظیر از یکی از تأثیرگذارترین امپراتوری‌های جهان باستان هستند. بابل مقر امپراتورهای شناخته‌شده و بزرگی، همچون حمورابی و بخت‌النصر، بوده‌است. همچنین ارتباط این شهر با یکی از عجایب هفت‌گانه جهان باستان - باغ‌های معلق - در مقیاس جهانی الهام‌بخش فرهنگ هنری، مردمی و مذهبی بوده‌است.                                                                 | [ ۱۱ ] |

## فهرست آزمایشی
علاوه بر سایت‌های موجود در فهرست میراث جهانی، کشورهای عضو می‌توانند فهرستی از سایت‌های آزمایشی را که ممکن است برای نامزدی در نظر بگیرند، در این فهرست قرار دهند. نامزدها در فهرست میراث جهانی تنها در صورتی پذیرفته می‌شوند که سایت قبلاً در فهرست آزمایشی قرار داشته باشد.
| #  | نگاره                   | نام                               | موقعیت         | سال  | ش ثبتمعیارها                 | شرح | م      |
| ۱  |                         | نمرود                             | استان نینوا    | ۲۰۰۰ | ۱۴۶۳ (i)(ii)(iii)            | نمرود در قرن سیزدهم پیش از میلاد بنا نهاده شد و دومین پایتخت امپراتوری آشوری بود که در آن دوره به نام «کالح» شناخته می‌شد. این شهر در زمان پادشاهی آشور-ناصیر-پال شکوفا گردید. محیط آن تقریباً ۸ کیلومتر است که توسط یک دیوار آجری عظیم احاطه شده‌است و ناحیه‌ای به وسعت ۳٫۸ کیلومترمربع را پوشش می‌دهد. در زوایای جنوب‌غربی و جنوب‌شرقی، ارتفاعی به نام «آکروپولیس» قرار دارد که بر روی طاقی با ارتفاع بیش از ۴۰ متر، از جنس خشت گلی، ساخته شده‌است. در دههٔ ۱۹۸۰ حفاری‌ها در بالای سطح رودخانه، موجب کشف سه مقبرهٔ سلطنتی با گنجینه‌های شگفت‌انگیز شدند. همچنین یک دیوار سنگی عظیم به نام «میسنات» کشف شد که به ارتفاع ۲۶ فوت، بالای کف باستانی رودخانه وجود دارد. از سمت جنوب هم، سایت با کانال النغوب که قدمت آن به قرن هشتم قبل از میلاد برمی‌گردد، مجاور است. | [ ۱۳ ] |
| ۲  | شهر باستانی نینوا، ۱۸۵۳ | شهر باستانی نینوا                 | استان نینوا    | ۲۰۰۰ | ۱۴۶۵(i)(ii)(iii)(iv)(v)(vi)  | نینوا یکی از مهم‌ترین مراکز فرهنگی جهان باستان بود که نقش برجسته‌ای در زمینه توسعه تمدن بشری داشته‌است؛ این شهر بزرگ‌ترین کلان‌شهری بوده که شاخه‌های مختلف آموزش و یادگیری در آن سرچشمه گرفته‌اند. آشوری‌ها آن را به عنوان مقر سیاسی خود پذیرفتند و در کنار اولین پایتخت مذهبی‌شان، آشور، قرار دادند. کاوش در تپه اصلی شهر، کویونیک، نشان می‌دهد که از حدود ۶۰۰۰ پیش از میلاد تا ۶۰۰ پس از میلاد، نینوا مسکونی بوده. این شهر ابتدا به صورت یک اقامتگاه سلطنتی پایه‌ریزی شد و سرانجام در حدود سال ۷۰۰ پیش از میلاد، توسط سناخریب به عنوان پایتخت آشوریان برگزیده شد. شاهان بعدی آشور تا زمان ویرانی شهر، در سال ۶۱۲ پیش از میلاد، در آنجا زندگی می‌کردند. دیوار دور شهر نینوا بیش از ۱۲ کیلومتر است و شش دروازهٔ آن کاوش شده‌است. بر روی تپه کویونجیک، مجموعه اتاق‌های سلطنتی سناخریب کشف شده که برخی از کتیبه‌های برجسته فتوحات پادشاهان آشوری را نشان می‌دهد. تپه نبی یونسج نیز محل کشف انبار مهمات امپراتوری آشور بوده. در جنوب کویونجیک، خانه‌هایی که در اطراف مسجدی قرار گرفته‌اند، محلی را در خود جای داده‌اند که روایت می‌شود مقبرهٔ یونس است. | [ ۱۴ ] |
| ۳  | دژ اخیضر، ۲۰۱۱          | دژ اخیضر                          | استان کربلا    | ۲۰۰۰ | ۱۴۶۷(i)(ii)                  | الاخیضر یکی از سازه‌های دفاعی برجسته است؛ این یک معماری نظامی، نه تنها در عراق متمایز است، بلکه در جهان عربی و اسلامی منحصر به فرد است. اخیضر در مسیر تجاری قرار دارد که عراق را با جهان خارج وصل می‌کند؛ در طول این مسیر ساخت و سازهای زیادی وجود داشته که ایستگاه‌های مهمی برای مسافران بوده و کاروانسراهایی مانند عطشان و موجده بر سر راه آن است. بررسی و کاوش نشان داد که این بنای اسلامی قدمتش به حدود نیمه دوم قرن سوم هجری بازمی‌گردد. این قلعه نظامی شامل تالار اصلی، ایوان بزرگ، تالار پذیرایی و خانه‌های خدمتگزاران می‌باشد. | [ ۱۵ ] |
| ۴  | واسط، ۲۰۱۸              | واسط                              | استان واسط     | ۲۰۰۰ | ۱۴۶۸(i)(ii)(iv)              | واسط شهری اسلامی است که در ربع آخر قرن اول هجری (قرن هفتم میلادی) توسط حجاج بن یوسف ثقفی، به عنوان مرکز اداری عراق، ساخته شد. محیط آن به عنوان یک شهر کهن، ۱۶ کیلومتر است. در قرن دهم هجری، پس از تغییر بستر رودخانهٔ دجله، واسط متروکه شد. بقایای آن به دلیل دوردست بودن و غیرقابل کشاورزی بودن، دست نخورده مانده. بیشتر بناهای آن آجری است. بررسی‌ها در آنجا بین سال‌های ۱۹۳۶–۱۹۴۲ میلادی و سپس در سال ۱۹۸۵ صورت گرفت. مسجد بزرگ واسط در چهار مرحله بازسازی شده که از قرن هفتم هجری تا قرن اول هجری قدمت دارند. در سمت رو به قبلهٔ مسجد، خانه‌ای امارتی نیز وجود دارد. ساختمانی به نام مناره کشف شده که شامل یک مقبره و یک مدرسه مربوط به قرن هفتم هجری است. یک محله مسکونی نیز در اواخر دهه سی پیدا شد. برخی از قسمت‌های مناره به دلیل فرسودگی دیوارها، حفظ و نگهداری می‌شد، اما تعمیر و مرمت جدی انجام نشده. | [ ۱۶ ] |
| ۵  | آرامگاه حزقیال، ۲۰۱۹    | آرامگاه حزقیال                    | استان بابل     | ۲۰۱۰ | ۵۴۹۷ (i)(ii)(iii)(iv)(v)(vi) | از نظر یهودیان و مسلمانان این آرمگاه، واقع در کفل عراق، مقبره حزقیال، پیامبر نامبرده در کتاب مقدس، است. در حالی که این آرمگاه از قدیمی‌ترین و مهمترین مکان‌های مذهبی یهودیان در عراق است، امروز بخشی از مجموعه «مسجد النخیله» را تشکیل می‌دهد. بر روی دیوارهای داخل بنا با خط عبری، و زیر گنبد با طرحواره‌های اسلامی قرون وسطایی منقش شده‌است. تا اواسط قرن بیستم، بیش از ۵۰۰۰ یهودی هنگام عید پسح، از بغداد و سایر شهرهای بزرگ عراق، به زیارت این مقبره می‌رفتند. | [ ۱۷ ] |
| ۶  | وادی‌السلام، ۲۰۰۷        | وادی‌السلام                        | استان نجف      | ۲۰۱۱ | ۵۵۷۸(iii)(v)(vi)             | وادی السلام، یکی از بزرگترین قبرستان‌های جهان است. این قبرستان شامل بقایای میلیون‌ها مسلمان و ده‌ها فرد مشهور است. همچنین مقبره علی بن ابی‌طالب و قبرهای منسوب به پیامبران صالح و هود، در آن جای گرفته. این گورستان از مرکز شهر به سمت شمال‌غربی امتداد یافته و ۱۳ درصد از مساحت شهر نجف را تشکیل می‌دهد و وسعت آن ۹۱۷ هکتار است. قبرستان وادی السلام را می‌توان «روح شهر» در نظر گرفت؛ زیرا میلیون‌ها مسلمان از نقاط مختلف جهان از آن بازدید می‌کنند. تاریخ تدفین مردگان در این گورستان به دوران باستان و پیش از قرون وسطی می‌رسد؛ من‌جمله این که پادشاهان حیره و سران این حکومت که دست‌نشانده ساسانیان (۶۳۷–۲۲۶) بودند، در این گورستان دفن شده‌اند. برخی از پادشاهان، سلاطین، شاهزادگان و اشراف دودمان‌های تاریخی حمدانیان، فاطمیان، آل بویه، صفویه، قاجاریه و جلایریان نیز در اینجا به خاک سپرده شدند. قبرستان وادی السلام شامل چند نوع دفن است که عبارتند از قبرهای پست و قبرهای مرتفع یا برجی که در داخل اتاق‌های مخصوصی که برای هر خانواده در نظر گرفته می‌شد، قرار دارند. علاوه بر نحوه تدفین در داخل ثلث‌ها، اتاق‌هایی در زیر زمین تراشیده شده بود و راه پایین آمدن به آن با نردبان بود و بقایای تعداد زیادی مرده را در خود جای می‌داد. | [ ۱۸ ] |
| ۷  | عمادیه، ۲۰۰۹            | عمادیه                            | استان دهوک     | ۲۰۱۱ | ۵۶۰۱(i)(ii)(iii)(vii)(viii)  | شهر عمادیه یا آمیدی، در ۷۰ کیلومتری شمال شهر دهوک قرار دارد. عمادیه یکی از قدیمی‌ترین شهرهای باقی‌مانده در جهان و یکی از مهم‌ترین شهرهای تاریخی شمال عراق در اقلیم کردستان است. قدیمی‌ترین نوشته مکتوب دربارهٔ آن مربوط به قرن نهم پیش از میلاد است، یعنی در زمان سلطنت امپراتوری آشور در ۸۵۸–۸۲۴ قبل از میلاد. تاریخ این شهر به بیش از ۳۰۰۰ سال پیش و دورهٔ امپراتوری ماد می‌رسد. موقعیت جغرافیایی این شهر، از قدیم به عنوان جایگاهی مورد اختلاف بین نیروهای در حال مناقشه ماد، پارس و آشوری بوده‌است. قرار گرفتن آن بر روی یک تپه باعث شده بود که این شهر برای بسیاری از نیروها در طول تاریخ استراتژیک باشد. مادها اولین کسانی بودند که بر شهر متمرکز شدند و آن را به عنوان پایتخت پادشاهی خود پذیرفتند، سپس در ۸۵۵–۸۲۴ پیش از میلاد، توسط آشوریان اشغال شد و بعدتر توسط اشکانیان و مسلمانان فتح گردید. تاریخ طولانی شهر عمادیه، مانند سایر شهرهای بین‌النهرین، مملو از آثار تمدن‌های مختلف باستانی عظیم و ارزشمند است. این شهر امروزه دارای دو دروازه باستانی است که مربوط به قلعه عمادیه هستند؛ دروازه شرقی زبر و دروازه غربی سقاوه که به سمت شهر موصل می‌رود. این شهر همچنین دارای بقایای تاریخی مهم دیگری است، مانند معبد زورسورنت، حکاکی دوره اشکانی، مناره و پرچم سلطنتی بهدینان.                                                  | [ ۱۹ ] |
| ۸  |                         | ویژگی‌های تاریخی رود دجله در رصافهٔ | استان بغداد    | ۲۰۱۴ | ۵۸۸۰(i)(ii)(iv)(vi)          | رصافه بخشی از بغداد، پایتخت عراق، است و نقش مهم و حیاتی در ضلع شرقی رود دجله دارد. این سایت حدود ۷٫۵۷ هکتار وسعت دارد. از همان هنگام که در قرن دوم هجری قمری، خلیفه منصور عباسی (۱۳۶–۱۵۸ ه‍.ق) شهر بغداد را بنا نهاد تاکنون، رود دجله نقش مهمی در گستره جغرافیایی شهر داشته و تأثیرات آن بر محیط طبیعی و شهری و اجتماعی بغداد نفوذ داشته‌است. کرانه‌های رود محل مناسبی برای رشد جوامع شهری (به عنوان نقطه جاذبی برای بسیاری از فعالیت‌ها) محسوب می‌شود که با توجه به مقتضیات و شرایط هر عصر، شکل آن متفاوت و متغیر بوده. این سایت به دلیل انتخاب بلوک‌های طلایی شهری با ویژگی‌های تاریخی، نقش مهم و برجسته‌ای در تاریخ سیاسی و مذهبی عراق باستان، به‌ویژه در عصر عباسیان در طول قرن‌های شانزدهم و هفدهم هجری قمری برابر با قرون دوازدهم و سیزدهم میلادی، داشته‌است. همچنین آثار حضور امپراتوری عثمانی در طول سه قرن یازدهم تا سیزدهم هجری قمری، محسوس است. بسیاری از ساختمان‌ها و آثار این ناحیه در فهرست آثار ملی عراق جای دارند. از آثار مهم قرار گرفته در این سایت، می‌توان به مدرسه المستنصریه، مسجد آصفیه، مسجد وزیر، بنای قدیمی مجموعه السرای، ساختمان القیشله و برج ساعت، ساختمان قدیمی هیئت وزیران، دروازه السرای و بنای آن، ساختمان مرکزی پلیس، والی خانه (دارالولی)، بیت الحکمه (مکتب العلیه)، کاخ عباسی و مدرسه شرابیه اشاره نمود. | [ ۲۰ ] |
| ۹  |                         | سکونت‌گاه نوسنگی بستان‌سور          | استان سلیمانیه | ۲۰۱۷ | ۶۱۷۲(iii)(iv)                | سایت باستان‌شناسی بستانسور، یکی از قدیمی‌ترین سکونتگاه‌های ساخته شده در جهان است. بستانسور در دامنه‌های زاگرس در حاشیه دشت شهرزور، در ۳۰ کیلومتری جنوب‌شرقی شهر سلیمانیه در استان سلیمانیه کردستان عراق واقع شده‌است. این سایت متشکل از تپه‌ای از لایه‌های باستان‌شناسی دست نخورده به مساحت ۲٫۵ هکتار، نزدیک به چشمه طبیعی بزرگی در کنار روستای مدرن بستانسور (به معنی"بوستانِ سرخ") است. حفاری‌ها در بستانسور از بهار ۲۰۱۲، توسط یک تیم مشترک عراقی و بریتانیایی آغاز شد و رادیوکربن نشان داد ساختمان‌های مستطیلی با آجرهای گلی و پیس (خشت فشرده و خاک)، مربوط به ۷۷۰۰ تا ۷۱۰۰ پیش از میلاد، یعنی دوره نوسنگی اولیه، بوده‌اند. این‌ها اولین سازه‌های مستطیلی از معماری نوسنگی هستند که تا به حال در کردستان عراق یافت شده‌اند و اولین مراحل زندگی روستایی در این منطقه را نشان می‌دهند. هزاران اثر از سنگ، خشت و استخوان و همچنین تدفین انسان در زیر کف گچی یکی از ساختمان‌ها در این سایت ثبت شده. بر روی دیوارهای ساختمان آثاری از گچ‌بری قرمز رنگ دیده می‌شود. | [ ۲۱ ] |
| ۱۰ | نیپور، ۲۰۰۹             | نیپور                             | استان قادسیه   | ۲۰۱۷ | ۶۱۷۳(iii)(vi)                | محل نیپور (نفار) واقع در منطقه فرات، شامل گروهی از تپه‌های باستان‌شناسی است که بزرگ‌ترین آن‌ها به ارتفاع ۲۵ متر است و وسعتی به اندازهٔ ۱۶۸٫۴ هکتار دارد. نیپور مکانی باستانی از تمدن‌های بین‌النهرین است و نقش مهمی در توسعه نخستین تمدن‌های جهان داشت. این مکان محل پرستش خدای سومری انلیل، «ایزد باد» و فرمانروای کیهان، بود و مرکز مذهبی سومر در هزاره سوم و دوم پیش از میلاد محسوب می‌شد. این شهر در زمان خود، شهری قابل توجه بود که بر روی تپه‌های طبیعی و مصنوعی بنا نهاده بودند و برای محافظت از آن، توسط دیوارهای عظیم احاطه شده بود. ماهیت مذهبی نیپور، شهر را از نابودی در امان نگه می‌داشت و اگرچه دوره‌ای از اهمیت آن کاسته شد، اما به دلیل این که عملکرد آن به‌عنوان یک مرکز مقدس هنوز مورد نیاز بود، دوباره احیا گردید. این مکان دارای سابقه باستان‌شناسی بی‌نظیری است و بیش از ۶۰۰۰ سال تاریخ را در بر می‌گیرد، از دوره ماقبل تاریخ عبید (حدود ۵۰۰۰ قبل از میلاد) تا حدود ۸۰۰ پس از میلاد در دوران اسلامی را شامل می‌شود و گواهی استثنایی بر سنت‌های فرهنگی سومری، اکدی و بابلی است. | [ ۲۲ ] |
| ۱۱ | موصل، ۲۰۰۸              | شهر قدیمی موصل                    | استان نینوا    | ۲۰۱۸ | ۶۳۵۵(iii)(v)(vi)             | موصل مرکز استان نینوا است که به دلیل برجستگی تجاری و جمعیت متنوع فرهنگیش شهرت دارد. شهر قدیمی آن در کرانه باختری رود دجله در مقابل بقایای شهر باستانی و آشوری نینوا و مسجد و زیارتگاه منسوب به یونس واقع شده‌است. در نینوای باستان، شواهدی از سکونت دائمی را می‌توان تا ۶۰۰۰ سال قبل از میلاد ردیابی کرد. به عنوان بخشی از امپراتوری آشور، در هزاره سوم قبل از میلاد این ناحیه به شهرت رسید. پس از سقوط آشور (۶۱۲–۵۵۹ قبل از میلاد)، موصل را برای اولین بار در امتداد کرانه غربی دجله، در مکانی که حال به نام «شهر قدیمی موصل» می‌گویند، ایجاد کردند. در دوران امپراتوری ماد، هخامنشی و سلوکی، موصل از نظر اهمیت جانشین نینوا شد. در سال ۲۲۵ قبل از میلاد، موصل بخشی از استان ساسانی شد، در حالی که در سال ۶۴۱ پس از میلاد در جریان فتوحات اسلامی به خلافت راشدین ضمیمه شد. مسیحیت در موصل می‌تواند به اوایل قرن نخست میلادی برسد؛ کمااین‌که در قرن ششم و هفتم میلادی، موصل کرسی اسقفی کلیسای شرق آشوری را داشت. این شهر در دوره سلجوقیان به اوج شکوفایی خود رسید و در زمان عثمانی، شهری مهم در آن امپراتوری محسوب می‌شد. موصل هنوز هم یکی از پرجمعیت‌ترین شهرهای کشور عراق است و کماکان دارای تنوع قومی و مذهبی فراوانی است. | [ ۲۳ ] |
| ۱۲ | آرامگاه لالش، ۲۰۰۵      | آرامگاه لالش                      | استان دهوک     | ۲۰۲۰ | ۶۴۶۷(iii)(vi)                | زیارتگاه لالیش در تنگه کوهستانی قرار دارد که از سه طرف آن را کوه احاطه کرده‌است و راه منتهی به آن جاده‌ای پر پیچ و خم در دره کوهستانی است که میان نینوا و دهوک قرار گرفته. مقبره لالیش را مرکز مقدس و اصلی آیین ایزدی می‌دانند. ایزدی‌ها از سراسر جهان برای زیارت این مقبره به لالیش می‌روند. دربارهٔ پیشینه این مکان روایت‌های بسیاری وجود دارد. برخی محققان پیشینه‌اش را به میترائیسم مربوط می‌دانند. مقبرهٔ لالیش در واقع مقبره شیخ عدی بن مسفر الحکاری است؛ ساختمانی مستطیل‌شکل به ابعاد ۳۰×۱۲ متر که یک سبک هنری کمیاب در معماری و ساختمان‌سازی دارد و از هنر سلجوقی و همچنین معماری قدیم شرقی و سنت محلی الهام گرفته‌است. برخی تصاویر مرتبط با ادیان تاریخی نیز در این مکان به چشم می‌خورند. در جریان نسل‌کشی ایزدی‌ها توسط دولت اسلامی عراق و شام، مقبره لالیش خسارت بسیاری دید و اقدامات زیادی برای بازسازی آن شده‌است. | [ ۲۴ ] |
| ۱۳ | نمای بیرون ارگ کرکوک    | ارگ کرکوک                         | استان کرکوک    | ۲۰۲۱ | ۶۵۲۲(iii)(iv)                | ارگ کرکوک در مرکز شهر کرکوک قرار دارد و یکی از قدیمی‌ترین بخش‌های شهر به‌شمار می‌رود. برخی از مورخان بر این باورند که گوتی‌ها بنای ارگ را بر اساس یک لوح باستانی به خط میخی ساخته‌اند و می‌توان گفت که این آبادی مرتفع که امروزه ارگ کرکوک نامیده می‌شود، از اواسط هزاره دوم پیش از میلاد به نام «ارگ شهر بنی شیلوه» معروف بوده‌است. در حالی که سایر مورخان معتقدند که این ارگ در زمان پادشاهی آشور نصیر پال دوم، بین سال‌های ۸۵۰ تا ۸۸۴ قبل از میلاد، ساخته شده‌است. ارگ کرکوک در ابتدا بر روی تپه‌ای مدور ساخته شده بود که حدود ۱۲۰ فوت از دشت‌های اطراف بلندتر بود و مشرف به دره رودخانه‌ای کوچک به نام رودخانه الخسا است. این ارگ به خودی خود، شهری یکپارچه محسوب می‌شود، زیرا شامل بسیاری از بناهای باستانی و میراث باستانی است. | [ ۲۵ ] |